# Het Zonneke

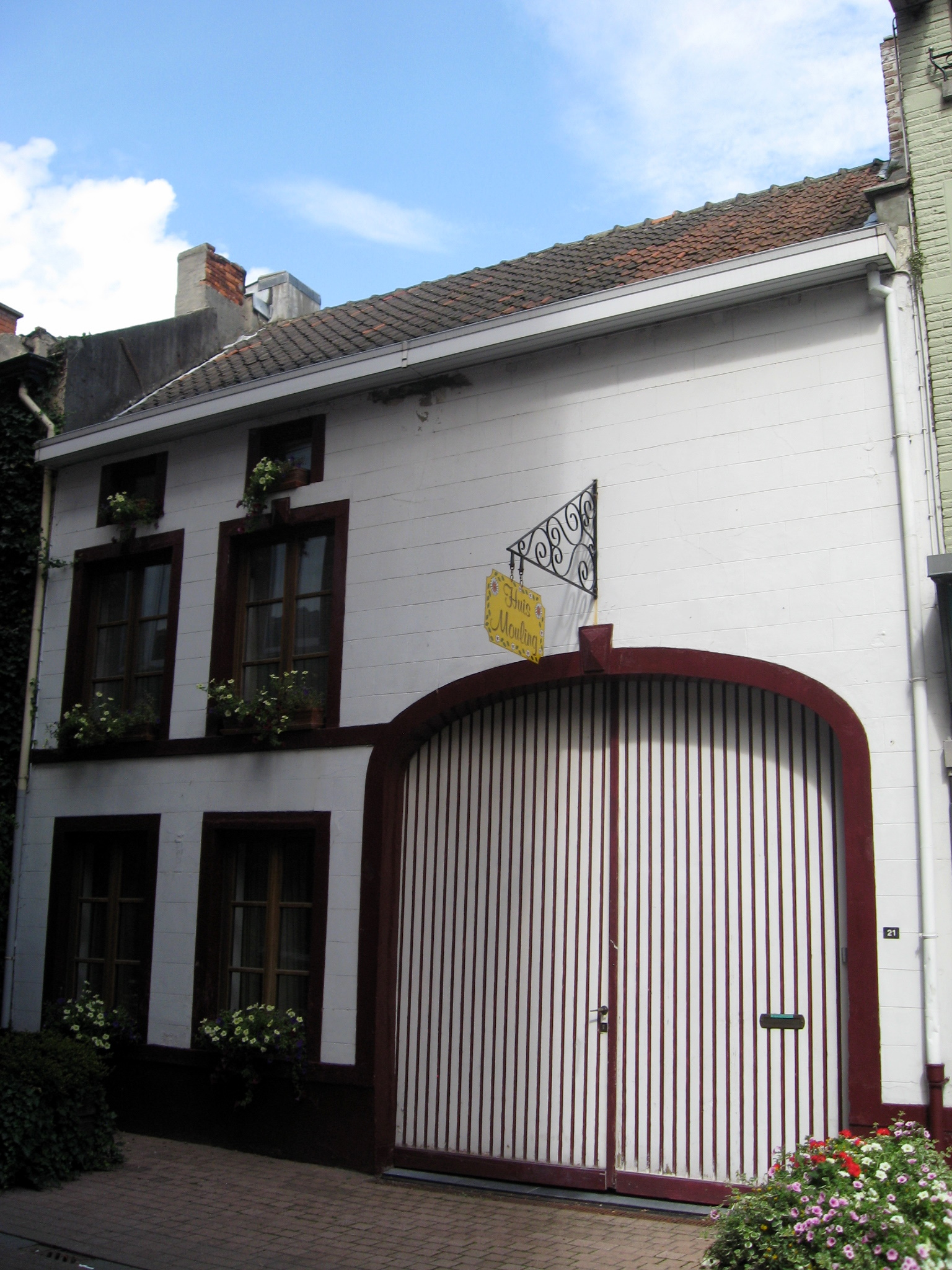
Het Zonneke

Het Zonneke is een huis aan de Walputstraat 21 te Hasselt.
In de 17e eeuw was dit een stadsboerderij. In de 19e eeuw bevond zich hier een weeginrichting voor het vee, dat op de veemarkt achter het stadhuis werd verhandeld. In de 2e helft van de 19e eeuw werd het huis verbouwd tot de huidige situatie. In de 20e eeuw was er een café, Mouling genaamd.
In 1983 werd Het Zonneke huis geklasseerd als monument.